# 저넬 멀로니
저넬 멀로니(영어: Janel Moloney, 1969년 10월 3일 ~ )는 미국의 배우이다. NBC 드라마 《웨스트 윙》(1999-2006)의 도나 모스 역으로 유명하다. 2014년부터 2017년까지 HBO 드라마 《레프트오버》에 출연하였다.

## 출연 작품

### 영화
- 퍼펙트 킬러 (1992, Double Edge)
- 드림 러버 (1993)
- 세이프 (1995)
- 와일드 빌 (1995, Wild Bill)
- 데스퍼레이트 (1998)
- 뱅, 뱅, 넌 죽었다 (2002, Bang Bang You're Dead)
- 커피 한잔이 섹스에 미치는 영향 (2013)
- Half the Perfect World (2016)
- 레저 시커 (2017)

### 텔레비전
- 웨스트 윙 (1999-2006)
- 레프트오버 (2014-17)